# Banglijscy arcymistrzowie szachowi
Lista banglijskich szachistów, posiadających tytuły arcymistrzów (GM) i arcymistrzyń (WGM), zarówno w grze klasycznej, korespondencyjnej, kompozycji szachowej, jak i w rozwiązywaniu zadań szachowych oraz tytuły arcymistrzów honorowych (HGM), przyznawanych za osiągnięcia w przeszłości. Obejmuje także zawodników, którzy barwy Bangladeszu reprezentowali tylko w pewnym okresie swojego życia.

## Szachy klasyczne

### arcymistrzowie
| Zawodnicy         | Rok urodzenia | Rok śmierci | Rok nadania | Uwagi                                  |
| ----------------- | ------------- | ----------- | ----------- | -------------------------------------- |
| Abdullah Al-Rakib | 1980          |             | 2007        |                                        |
| Reefat Bin-Sattar | 1974          |             | 2006        |                                        |
| Enamul Hossain    | 1981          |             | 2008        |                                        |
| Niaz Murshed      | 1966          |             | 1987        |                                        |
| Ziaur Rahman      | 1974          |             | 2002        |                                        |
| Igors Rausis      | 1961          |             | 1993        | wcześniej ZSRR i Łotwa, obecnie Czechy |